# عدم احراز صلاحیت‌ها در انتخابات ریاست‌جمهوری ایران (۱۴۰۰)
در بین ۴۱ نامزد سرشناس که برای انتخابات ریاست‌جمهوری ایران (۱۴۰۰) نام‌نویسی کرده بودند، شورای نگهبان صلاحیت ۷ نفر را تایید کرد. رد صلاحیت محمود احمدی‌نژاد، رییس‌جمهور اسبق، علی لاریجانی، رییس سابق مجلس و اسحاق جهانگیری، معاون اول رییس جمهور، بحث‌انگیزترین رد صلاحیت‌های این دوره بود که واکنش‌هایی در پی داشت. در این دوره از انتخابات هیچ چهره سرشناس اصلاح‌طلب و اعتدال‌گرایی توسط شورای نگهبان تأیید نشد.

## معیارها
در تاریخ ۸ اردیبهشت ۱۴۰۰، شورای نگهبان مصوبه انتخابات ریاست‌جمهوری را اصلاح نمود و این اصلاحیه را سه روز بعد جهت اجرا، به وزارت کشور ابلاغ کرد. شرایط و معیارهای لازم جهت تفسیر قانون اساسی طبق این اصلاحیه به‌شکل زیر می‌باشند:
- حداقل مجموعاً تصدی ۴ ساله سمت‌های زیر
  - رؤسای سه قوه
  - معاون اول رئیس‌جمهور، نواب رئیس مجلس و اعضای شورای نگهبان
  - وزیران، نمایندگان مجلس و معاونین رئیس‌جمهور
  - اعضای شورای عالی امنیت ملی
  - اعضای مجمع تشخیص مصلحت نظام
  - مدیر مرکز مدیریت حوزه‌های علمیه کشور
  - رؤسای سازمان‌ها، مؤسسات و نهاد‌های دولتی و مؤسسات و نهاد‌های عمومی غیردولتی در سطح ملی
  - فرماند‌هان عالی نیرو‌های مسلح با جایگاه سرلشکری و بالاتر
  - رئیس دانشگاه آزاد اسلامی در سطح کشور
  - استانداران
  - شهرداران شهر‌های بالای دو میلیون نفر جمعیت
- حداقل سن ۴۰ سال تمام شمسی و حداکثر سن ۷۵ سال تمام شمسی در هنگام ثبت‌نام
- داشتن مدرک تحصیلی حداقل کارشناسی ارشد یا معادل آن مورد تأیید وزارت علوم، تحقیقات و فناوری یا وزارت بهداشت، درمان و آموزش پزشکی و یا مرکز مدیریت حوزه‌های علمیه
- عدم محرومیت از حقوق اجتماعی در زمان ثبت‌نام
- فقدان سابقه محکومیت کیفری مؤثر
- عدم محکومیت قطعی کیفری به جرایم اقتصادی از جمله کلاهبرداری، رشاء و ارتشاء، اختلاس، تبانی در معاملات دولتی، پولشویی، اخلال در نظام اقتصادی کشور و عدم محکومیت به اقدام علیه نظام جمهوری اسلامی ایران
- وابسته نبودن به گروه‌های غیرقانونی و فقدان سوابق سوء امنیتی از جمله در ناآرامی‌های سال ۱۳۸۸
- عدم وابستگی به رژیم گذشته و مؤثر نبودن در تحکیم آن

## ردصلاحیت‌شدگان سرشناس
از میان ۳۰ نامزد ردصلاحیت‌شده سرشناس، ۱۰ نامزد اصول‌گرا، ۵ نامزد مستقل و ۱۵ نامزد اصلاح‌طلب بوده‌اند.
|                   | نام                  | نگاره         | گرایش سیاسی   | سوابق | منبع          |
| دارای معیارها     | دارای معیارها        | دارای معیارها | دارای معیارها | دارای معیارها                                                                                            | دارای معیارها |
| ----------------- | -------------------- | ------------- | ------------- | --- | ------------- |
| ۱                 | علی لاریجانی         |               | مستقل         | رئیس مجلس شورای اسلامی (۱۳۹۹–۱۳۸۷) وزیر فرهنگ و ارشاد و اسلامی (۱۳۷۲–۱۳۷۱)                               | [ ۵ ]         |
| ۲                 | محسن رهامی           |               | اصلاح‌طلب      | نمایندهٔ مجلس شورای اسلامی (۱۳۵۹–۱۳۶۷)                                                                    | [ ۶ ]         |
| ۳                 | صادق خلیلیان         |               | اصول‌گرا       | وزیر جهاد کشاورزی (۱۳۹۲–۱۳۸۸)                                                                            | [ ۷ ]         |
| ۴                 | محمود احمدی‌نژاد      |               | اصول‌گرا       | رئیس‌جمهور (۱۳۹۲–۱۳۸۴)                                                                                    | [ ۸ ]         |
| ۵                 | حسن سبحانی           |               | مستقل         | نمایندهٔ مجلس شورای اسلامی (۱۳۸۷–۱۳۷۵) معاون وزیر فرهنگ و ارشاد اسلامی (۱۳۷۴–۱۳۷۱)                        | [ ۹ ]         |
| ۶                 | شاهین محمدصادقی      |               | اصول‌گرا       | نماینده مجلس شورای اسلامی (۱۳۸۷–۱۳۸۳)                                                                    | [ ۱۰ ]        |
| ۷                 | علی مطهری            |               | اصلاح‌طلب      | نمایندهٔ مجلس شورای اسلامی (۱۳۹۹–۱۳۸۷)                                                                    | [ ۱۱ ]        |
| ۸                 | مسعود پزشکیان        |               | اصلاح‌طلب      | نمایندهٔ مجلس شورای اسلامی (۱۴۰۳–۱۳۸۷) وزیر بهداشت (۱۳۸۴–۱۳۸۰) رییس جمهور ایران (۱۴۰۳-اکنون)              | [ ۱۲ ]        |
| ۹                 | عباس آخوندی          |               | اصلاح‌طلب      | وزیر راه و شهرسازی (۱۳۹۷–۱۳۹۲)                                                                           | [ ۱۳ ]        |
| ۱۰                | اسحاق جهانگیری       |               | اصلاح‌طلب      | معاون اول رئیس‌جمهور ایران (۱۳۹۲–۱۴۰۰)                                                                    | [ ۱۴ ]        |
| ۱۱                | محمد خوش‌چهره         |               | اصول‌گرا       | نمایندهٔ مجلس شورای اسلامی (۱۳۸۷–۱۳۸۳)                                                                    | [ ۱۵ ]        |
| ۱۲                | محمد شریعتمداری      |               | اصول‌گرا       | وزیر تعاون، کار و رفاه اجتماعی (۱۳۹۷–۱۴۰۰) وزیر صنعت، معدن و تجارت (۱۳۹۶–۱۳۹۷) وزیر بازرگانی (۱۳۷۶–۱۳۸۴) | [ ۱۶ ]        |
| ۱۳                | مصطفی کواکبیان       |               | اصلاح‌طلب      | نمایندهٔ مجلس شورای اسلامی (۱۳۹۹–۱۳۹۵)                                                                    | [ ۱۷ ]        |
| عدم داشتن معیارها |                      |               |               | |               |
| ۱۴                | محمود صادقی          |               | اصلاح‌طلب      | نمایندهٔ مجلس شورای اسلامی (۱۳۹۹–۱۳۹۵) سابقه کیفری                                                        | [ ۱۸ ]        |
| ۱۵                | محمدشریف ملک‌زاده     |               | اصول‌گرا       | معاون رئیس‌جمهور (۱۳۹۲–۱۳۹۱) عدم سابقه اجرایی چهارساله                                                    | [ ۱۹ ]        |
| ۱۶                | محمدحسن قدیری ابیانه |               | اصول‌گرا       | سفیر ایران در مکزیک (۱۳۸۹–۱۳۸۶) عدم سابقه اجرایی چهارساله                                                | [ ۲۰ ]        |
| ۱۷                | محمدحسن نامی         |               | اصول‌گرا       | وزیر ارتباطات و فناوری اطلاعات (۱۳۹۲–۱۳۹۱) عدم سابقه اجرایی چهارساله                                     | [ ۲۱ ]        |
| ۱۸                | سعید محمد            |               | مستقل         | فرمانده قرارگاه سازندگی خاتم‌الانبیا (۱۳۹۹–۱۳۹۷) عدم سابقه اجرایی چهارساله                                | [ ۲۲ ]        |
| ۱۹                | محمود زمانی قمی      |               | اصلاح‌طلب      | استاندار یزد (۱۳۹۷–۱۳۹۶) عدم سابقه اجرایی چهارساله                                                       | [ ۲۳ ]        |
| ۲۰                | رامین مهمان‌پرست      |               | مستقل         | سفیر ایران در لهستان (۱۳۹۷–۱۳۹۲) سخنگوی وزارت امور خارجه (۱۳۹۲–۱۳۸۸) عدم سابقه اجرایی چهارساله           | [ ۲۴ ]        |
| ۲۱                | فریدون عباسی         |               | اصول‌گرا       | معاون رئیس‌جمهور (۱۳۹۲–۱۳۸۹) نمایندهٔ مجلس شورای اسلامی (اکنون–۱۳۹۹) عدم سابقه اجرایی چهارساله             | [ ۲۵ ]        |
| ۲۲                | سید مصطفی تاج‌زاده    |               | اصلاح‌طلب      | مشاور رئیس‌جمهور (۱۳۸۴–۱۳۸۳) عدم سابقه اجرایی چهارساله سابقه کیفری                                        | [ ۲۶ ]        |
| ۲۳                | شمس‌الدین حسینی       |               | اصول‌گرا       | وزیر امور اقتصادی و دارایی (۱۳۹۲–۱۳۸۷) نماینده مجلس شورای اسلامی (۱۳۹۹–اکنون)                            |               |
| ۲۴                | محسن هاشمی رفسنجانی  |               | اصلاح‌طلب      | رئیس شورای اسلامی شهر تهران (۱۳۹۶–۱۴۰۰) مشاور رئیس‌جمهور (۱۳۷۶–۱۳۶۸) عدم سابقه اجرایی چهارساله            | [ ۲۷ ]        |
| ۲۵                | ابوالحسن فیروزآبادی  |               | مستقل         | رئیس مرکز ملی فضای مجازی ایران (۱۳۹۴–اکنون) عدم سابقه اجرایی چهارساله                                    | [ ۲۸ ]        |
| ۲۶                | سید عزت‌الله ضرغامی   |               | اصول‌گرا       | رئیس سازمان صداوسیما (۱۳۹۳–۱۳۸۳) معاون وزیر دفاع (۱۳۷۹–۱۳۷۶) عدم سابقه اجرایی چهارساله                   | [ ۱۷ ]        |
| ۲۷                | سید عباس نبوی        |               | مستقل         | معاون پیشین سازمان فرهنگ و ارتباطات اسلامی عدم سابقه اجرایی چهارساله                                     | [ ۲۹ ]        |
| ۲۸                | زهرا شجاعی           |               | اصلاح‌طلب      | دبیرکل مجمع زنان اصلاح‌طلب عدم سابقه اجرایی چهارساله                                                      | [ ۳۰ ]        |
| ۲۹                | رسول منتجب‌نیا        |               | اصلاح‌طلب      | دبیرکل حزب جمهوریت ایران اسلامی (۱۳۹۸–اکنون) عدم سابقه اجرایی چهارساله                                   | [ ۳۱ ]        |
| ۳۰                | محمدجواد حق‌شناس      |               | اصلاح‌طلب      | عضو شورای اسلامی شهر تهران و ری و تجریش (۱۳۹۶–۱۴۰۰) عدم سابقه اجرایی چهارساله                            | [ ۳۲ ]        |